# 827年
| 千纪： | 1千纪                                                                                            |
| 世纪： | 8世纪 \| 9世纪 \| 10世纪                                                                         |
| 年代： | 790年代 \| 800年代 \| 810年代 \| 820年代 \| 830年代 \| 840年代 \| 850年代                        |
| 年份： | 822年 \| 823年 \| 824年 \| 825年 \| 826年 \| 827年 \| 828年 \| 829年 \| 830年 \| 831年 \| 832年  |
| 纪年： | 丁未年（羊年）；唐寶曆三年，大和元年；南诏保和四年；吐蕃彝泰十三年；日本天長四年；渤海国建兴九年 |

## 大事记
- 威塞克斯國王埃格伯特統一七小王國，統一英格蘭。
- 1月9日——唐敬宗李湛被宦官劉克明殺害。
- 1月10日——劉克明意圖擁立皇叔絳王李悟，未果敗亡。宰相裴度聯絡神策軍中尉梁守謙、宦官王守澄等擁立唐穆宗第二子李昂繼位，改元大和，是為唐文宗。

## 逝世
- 唐敬宗李湛，唐朝第13位皇帝，唐穆宗長子。
- 劉克明，唐敬宗時期宦官。
- 李悟，唐憲宗第六子。
- 梁守謙，唐憲宗時期宦官。參與了唐穆宗和唐文宗的兩次擁立政變。